# Berkshire (locomotive)
Pour les articles homonymes, voir Berkshire (homonymie).

Disposition des essieux 2-8-4

Selon la notation de Whyte, 2-8-4 est une locomotive à vapeur dont la disposition d'essieux en partant de l'avant vers l'arrière correspond à un essieu porteur, quatre essieux moteurs et deux essieux porteurs. 

## Utilisation

### États-Unis
L'appellation Berkshire vient de la compagnie du Boston and Albany Railroad (en) qui fut la première en 1925 à commander ce type de locomotive, et dont le réseau traversait les monts Berkshire dans l'état du Massachusetts. De son côté, le Chesapeake and Ohio Railway lui donna le nom de Kanawha. 
C'est aux États-Unis que le développement de ces locomotives atteindra sa version la plus aboutie. Un prototype dénommé « Demonstrator A-1 » sortira des ateliers de la Lima Locomotive Works en février 1925, puis sera testé par différents réseaux jusqu'en 1927, avant d'être revendu à l'Illinois Central Railroad en novembre 1927. De 1925 à 1949, ces locomotives furent construites à 611 exemplaires pour 18 compagnies de chemins de fer.

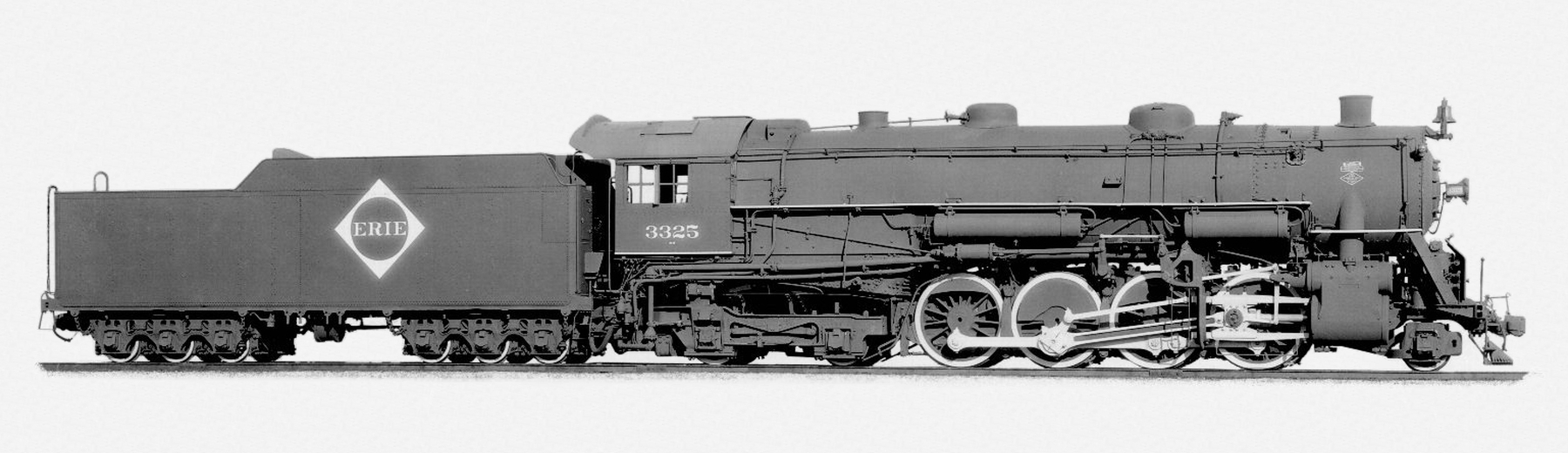
Une Berkshire à « tender séparé » américaine.

C'est ce même type de machine qui en 2004 a inspiré la locomotive du film d'animation Le Pôle express.

### Europe
En Europe, cette disposition d'essieux sera peu utilisée. Il a existé des locomotives de ce type à « tender séparé » en Autriche, Norvège, Roumanie, ex-URSS, ainsi qu'en version locomotive-tender en Allemagne, Bulgarie et Tchécoslovaquie.

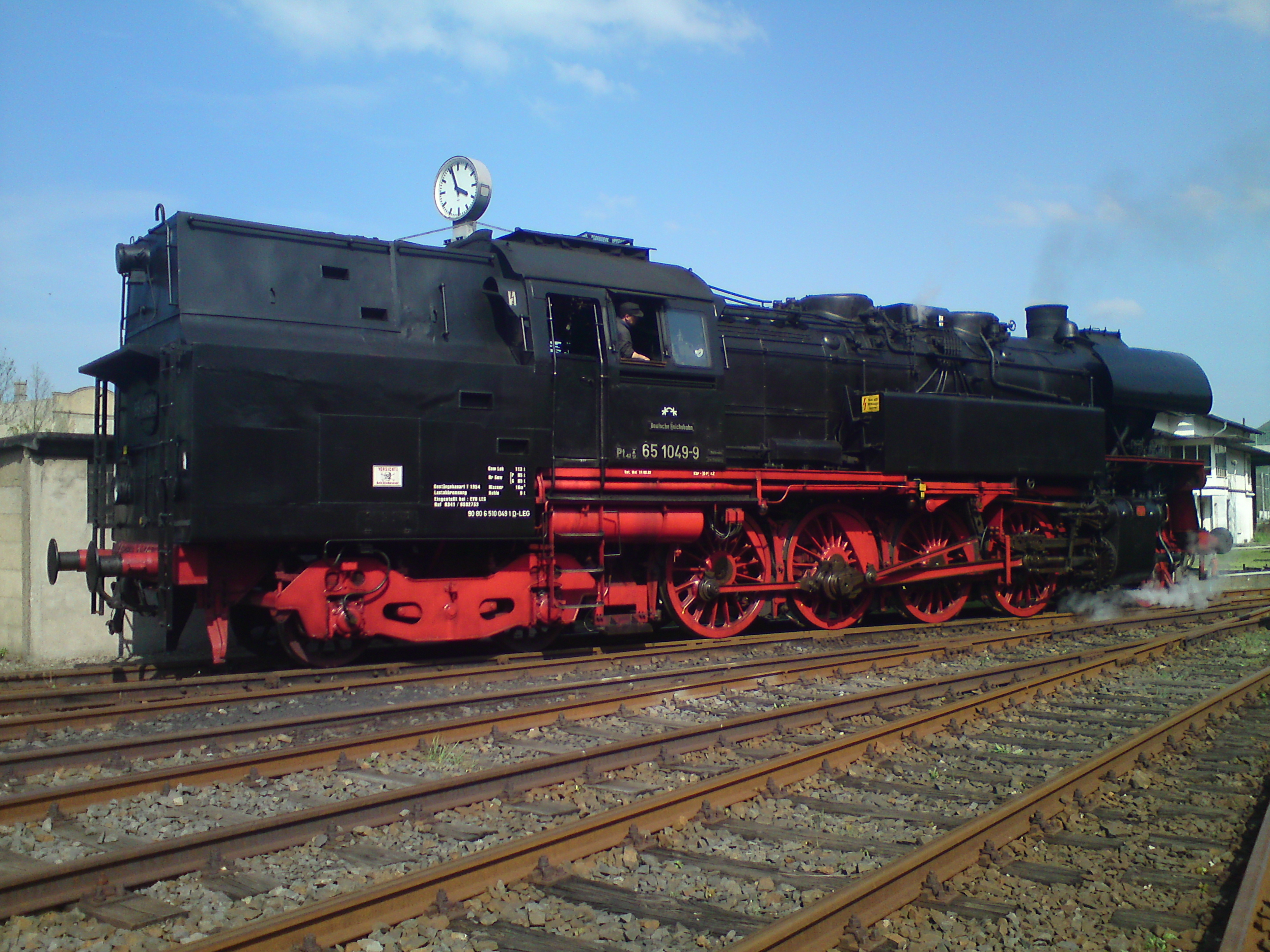
Une Berkshire locomotive-tender allemande.

### Afrique du Sud
En 1949 et 1950, la compagnie des chemins de fer d'Afrique du sud (South African Railways), fit construire pas la North-British locomotive company de Glasgow une série de 100 Berkshire de la classe 24. Les principales pièces de fonderie comme le châssis monobloc de la locomotive avec le bissel ainsi que les bogies du tender, seront fournis par l'industrie américaine.

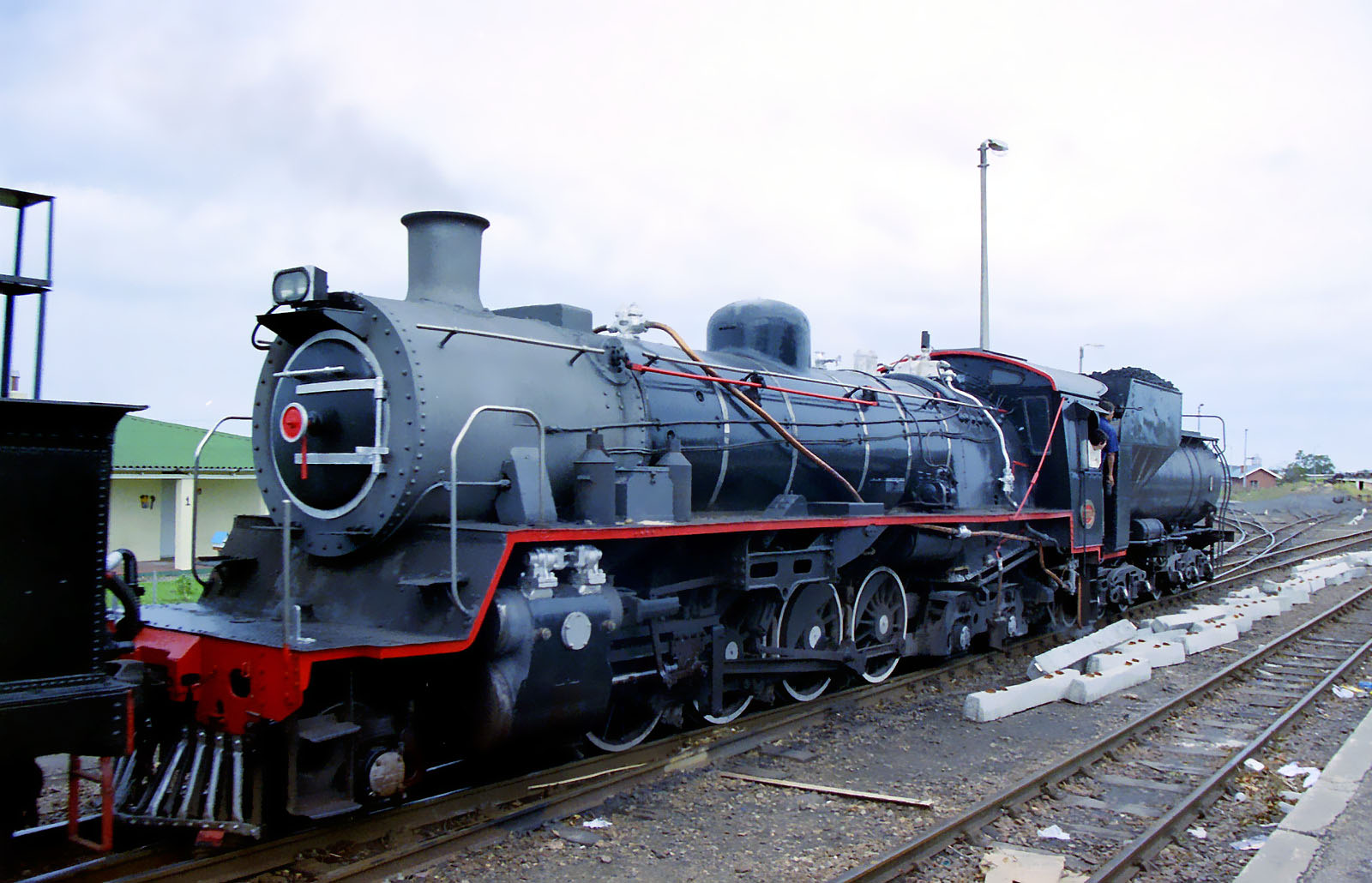
Une Berkshire sud-africaine classe 24.

### Australie
Entre 1930 et 1943, la compagnie des Chemins de fer d'Australie du Sud (en) (SAR), fit construire par ses ateliers de Islington, une courte série de 14 Berkshire de la classe 720. Ces machines à voie large de 1,600 m, étaient largement inspirées de ce qui se faisait à la même période aux États-Unis. Elles furent réformées entre 1958 et 1960.

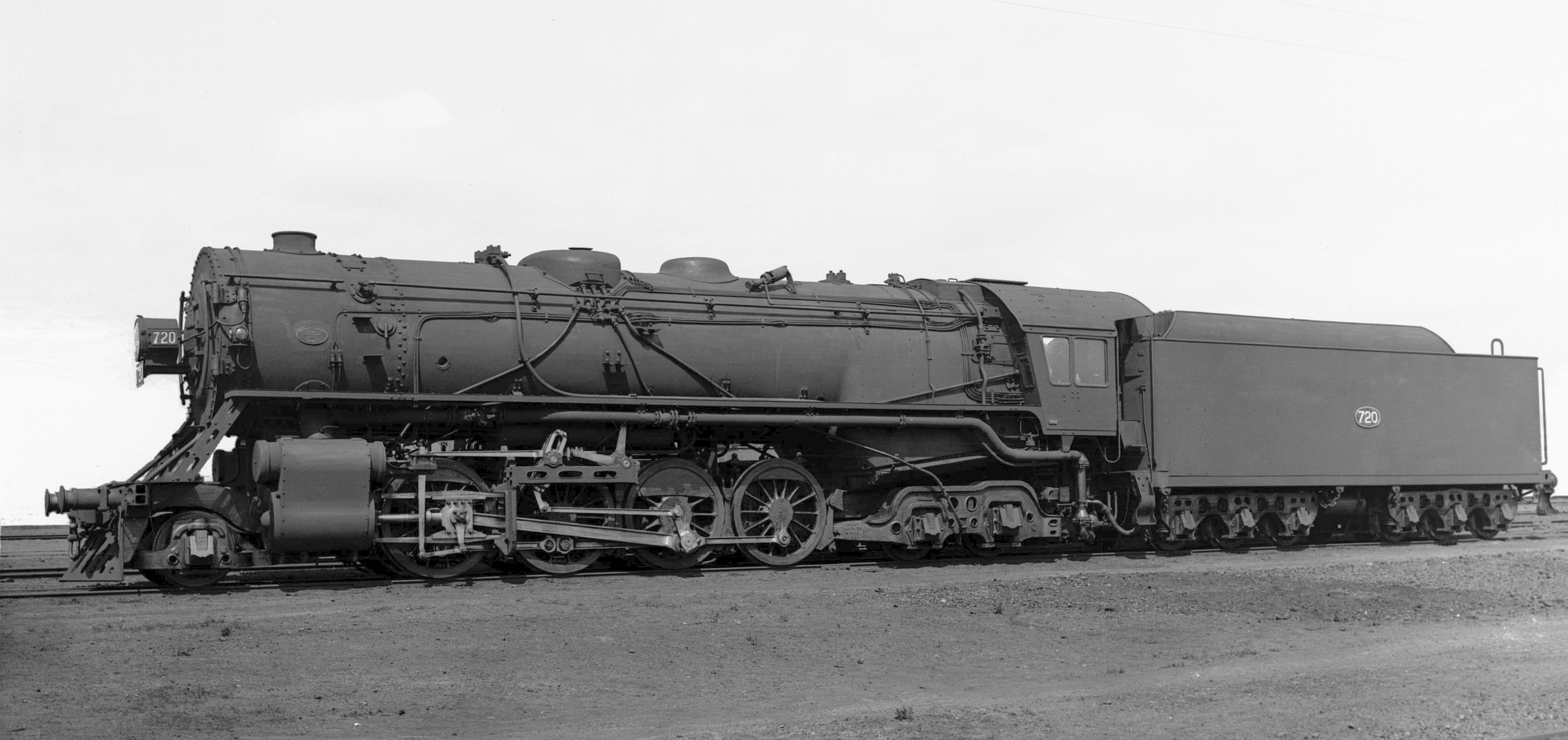
La Berkshire 720 des SAR aux ateliers de Islington.